# William D. Hoard
William D. Hoard (né le 10 octobre 1836, mort le 22 novembre 1918) est un directeur de journaux et homme politique américain, qui a été gouverneur du Wisconsin entre 1889 et 1891.

## Biographie
Il meurt en 1918 à Fort Atkinson dans le Wisconsin, et un monument situé à l'Université du Wisconsin à Madison lui est dédié.

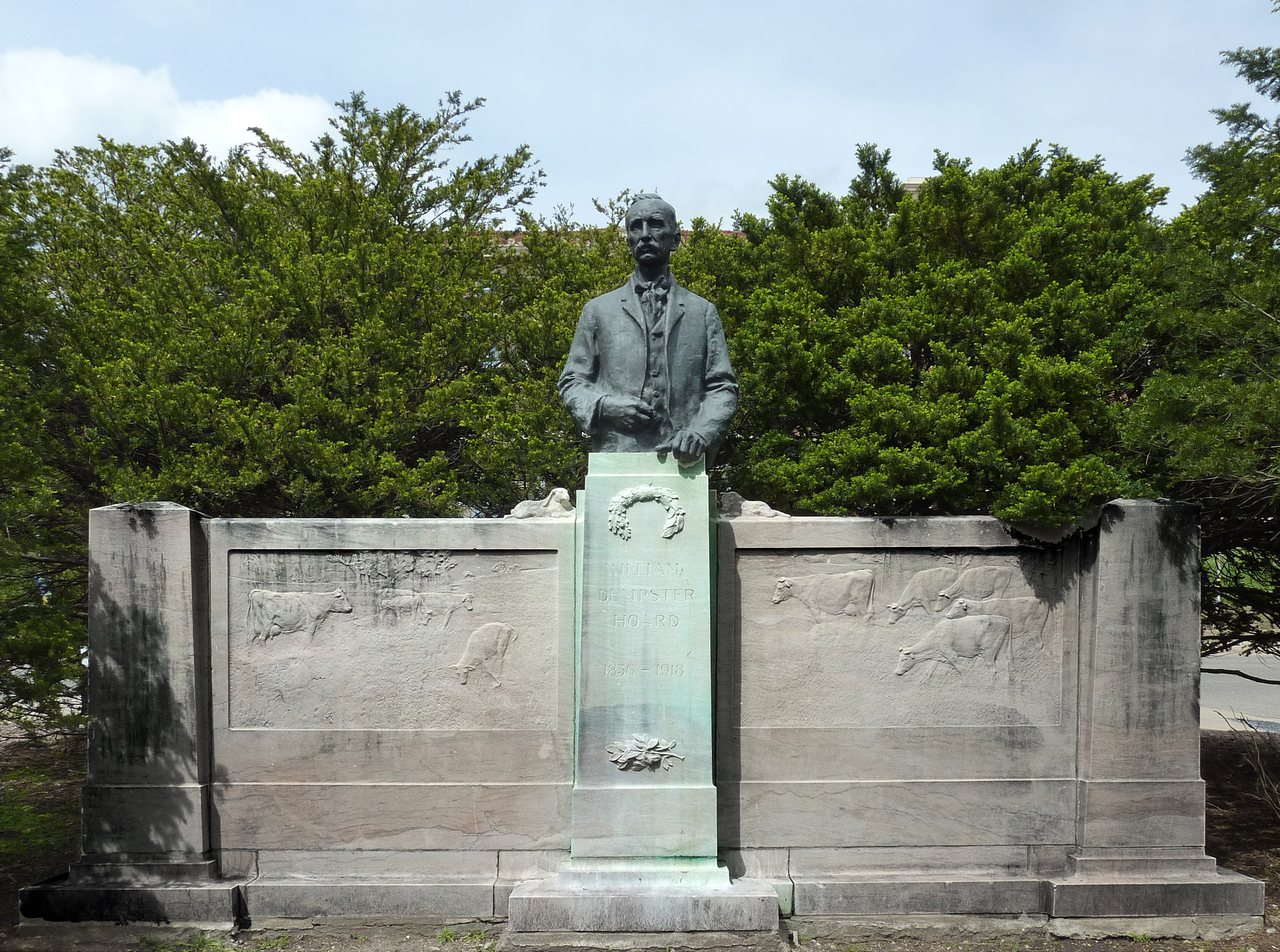
Monument dédié à William D. Hoard, réalisé par Gutzon Borglum en 1922